# Monnaie
Pour les articles homonymes, voir Monnaie (homonymie).
 (octobre 2017).

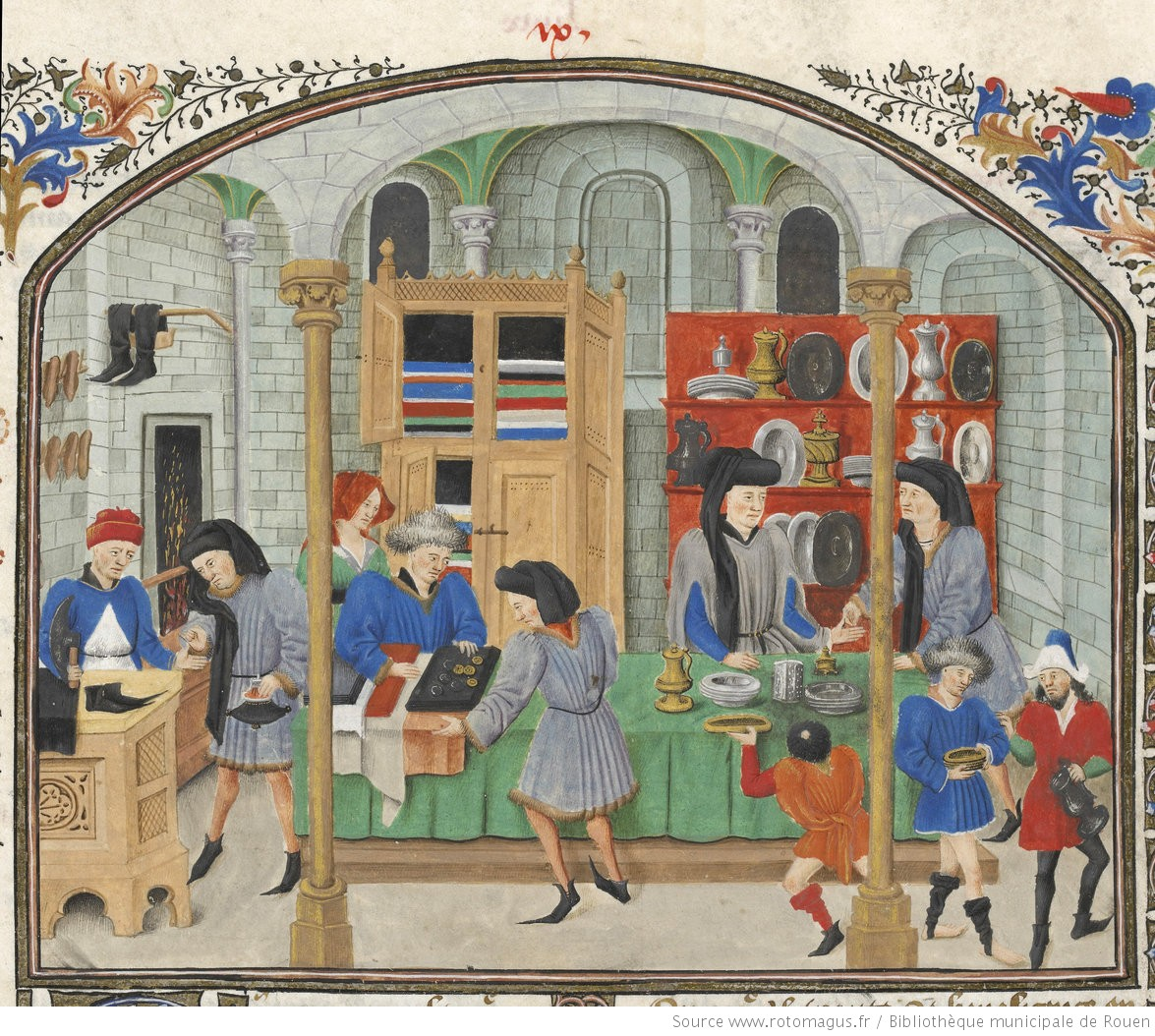
La monnaie, commune mesure des échanges commerciaux : illustration de la théorie d'Aristote, édition de 1454-1455 d'après la traduction de Nicole Oresme.

La monnaie est définie par trois fonctions : c'est une unité de compte, une réserve de valeur, et un intermédiaire des échanges.
À la période contemporaine, cette définition aristotélicienne persiste mais doit être amendée, entre autres par la suppression de toute référence à des matières précieuses (à partir du IVe siècle en Chine) avec la dématérialisation progressive des supports monétaires, et les aspects légaux de l'usage de la monnaie — et notamment les droits juridiques qui sont attachés au cours légal et au pouvoir libératoire —, qui sont plus apparents. Ces droits sont fixés par l'État et font de la monnaie une institution constitutionnelle et la référence à un territoire marchand sous la forme d'un marché national (lié par une unité monétaire, de compte commun).
La monnaie est l'instrument de paiement en vigueur en un lieu et à une époque donnée :
- du fait de la loi : on parle de cours légal ;
- du fait des usages : les agents économiques l'acceptent en règlement d'un achat, d'une prestation ou d'une dette.

Une monnaie se caractérise par la confiance qu'ont ses utilisateurs dans la persistance de sa valeur et de sa capacité à servir de moyen d'échange. Elle a donc des dimensions sociales, politiques, psychologiques, juridiques et économiques. En période de troubles, de perte de confiance, une monnaie de nécessité peut apparaître.
La monnaie a pris au cours de l'histoire les formes les plus diverses : bœuf, sel, nacre, ambre, métal, papier, coquillages, etc. Après une très longue période où l'or et l'argent (ainsi que divers métaux) en ont été les supports privilégiés, la monnaie est aujourd'hui principalement dématérialisée : les espèces, ou monnaie fiduciaire, ne constituent plus qu'une petite partie de la masse monétaire.
Chaque monnaie est définie, sous le nom de devise, pour une zone monétaire. Elle y prend la forme principalement de crédits qui font les dépôts et accessoirement de billets de banque et de pièces de monnaie. Les devises s'échangent entre elles dans le cadre du système monétaire international.
En raison de l'importance de la monnaie, les États cherchent très tôt à s'assurer le maximum de pouvoir monétaire. Ils définissent la devise officielle en usage sur leur territoire et font en sorte que cette devise soit symbole et marque de leur puissance. Ils s'arrogent progressivement le monopole de l'émission des billets et des pièces et exercent un contrôle sur la création monétaire des banques via la législation et la politique monétaire des banques centrales.

## Origine et historique
L'origine et l'histoire de la monnaie sont largement développées dans les articles suivants :

### Paléomonnaies
Voir également Proto-monnaie

#### Création du terme
La notion de paléomonnaie a été proposée par Jean-Michel Servet, qui a « inventé (le) terme » vers 1976-1977, avant d'en « justifi(er) l'emploi » dans son Essai sur les origines de la monnaie paru en 1979. Il désigne une monnaie primitive. Le mot «monnaie» indique que les paléomonnaies remplissent les fonctions qui sont dévolues à une monnaie au sens élargi. Le préfixe « paléo- » signifie qu'aux yeux de Servet ces monnaies ne sont pas des antécédents des monnaies actuelles, mais des formes monétaires simples, répondant aux besoins du milieu qui les produit. En cela, il rejoint les points de vue de Karl Polanyi ou de Bronislaw Malinowski, selon lequel la culture est un tout indivisible dans lequel prend place l'ensemble des institutions.

#### Usages
Les paléomonnaies ont pour fonction de satisfaire des obligations sociales ou rituelles. Elles servent à régler des naissances, des mariages et des deuils, à déclarer la guerre ou à faire la paix et à compenser des meurtres, des injures, des offenses et des dommages physiques ou moraux. Elles sont amenées à changer de mains selon les circonstances. Certaines obligations rituelles nécessitent la détention de paléomonnaies. Il est alors possible de les acheter ou de les emprunter. Les paléomonnaies consacrent des hiérarchies dans la société. Elles peuvent constituer des moyens de pouvoir. Les formes et les usages sont variés d'une société à l'autre, voire à l'intérieur d'une société.

#### Formes

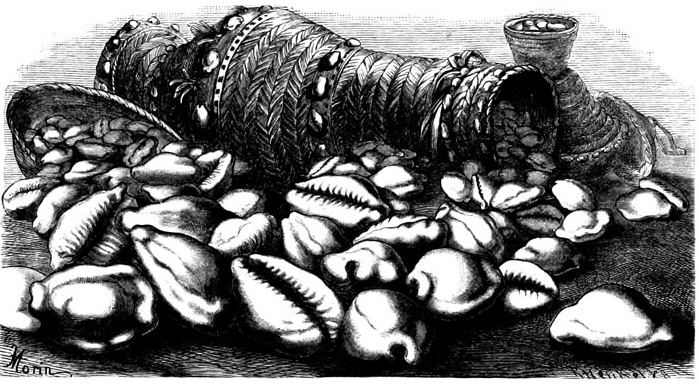
Cauris (Illustration in Brehms Tierleben, 1893)

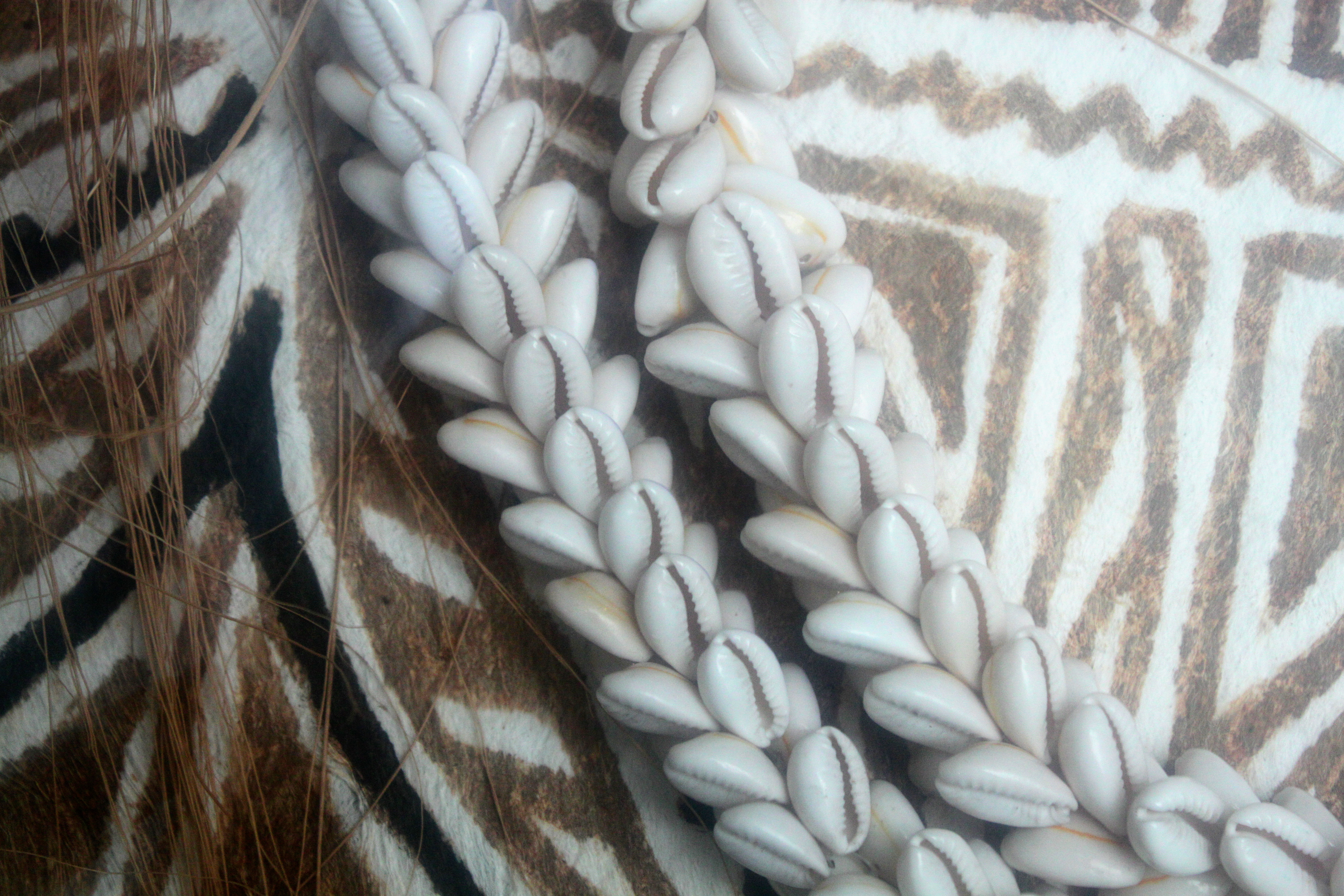
Monnaie et décoration en cauris

Les formes sont très diverses et variables : coquillages (travaillés ou non), dents de chien ou de marsouin, plumes collées, pierres polies, etc. Dans tous les cas les paléomonnaies ont un caractère inutile, précieux et rare.
Une forme particulière de ces proto-monnaies (monnaie de commodité) est la monnaie de pierre des Îles Yap (Océanie, États fédérés de Micronésie)

#### Caractère monétaire
Jean-Michel Servet estime que les paléomonnaies sont une genèse de la monnaie. Nombre de leurs caractéristiques les rapprochent d'une monnaie. Elles ont un caractère inutile, précieux et rare. Elles sont standardisées et codifiées. Leurs techniques de fabrication sont parfois très sophistiquées. Elles sont fondées sur la confiance.
Les paléomonnaies indispensables à l'exécution d'un rite ou à la réalisation d'obligations sociales sont parfois prêtables. Elles peuvent alors être soumises à intérêt.
Les trois fonctions des monnaies de nos jours, unité de compte, instrument de paiement et instrument de réserve, se retrouvent dans les paléomonnaies soit seules, soit réunies. Elles codifient et rythment des activités et des biens à la manière d'unités de compte. Étant standardisées, elles préfigurent des moyens de paiement. Vu leurs rituels de conservation et le jeu des dettes et des créances, elles préfigurent un instrument de réserve.
Jean-Michel Servet relève dans les rites et mythes de nombreuses sociétés une correspondance entre excréments et paléomonnaies. Il rejoint en cela les interprétations psychanalytiques de l'argent développées notamment par Sandor Ferenczi.Voir dans les paléomonnaies une forme première de la monnaie relèverait toutefois d'une théorie évolutionniste de la monnaie : or, d'autres chercheurs, notamment Jacques Mélitz, contestent cette vision, estimant que le fait monétaire est le résultat d'une diffusion. Pourtant, la théorie de Jean-Michel Servet, n'implique aucunement quelconque type d'évolutionnisme monétaire : les formes anciennes de la monnaie peuvent tout à fait revenir dans des stades jugés plus "avancés" de l'évolution économique. C'est le cas, par exemple, dans les économies modernes des "monnaie à usages spécifiques", qui font un retour remarqué : ces monnaies ne peuvent acheter qu'un certain type de biens ou ne relèvent que d'une fonction de la monnaie. Or, la monnaie moderne, classiquement, est une monnaie "tous usages" accomplissant toutes les fonctions de la monnaie et pouvant accéder à tous types de bien. En réalité, l'intérêt de Jean-Michel Servet, au-delà de son interprétation psychanalytique, est profondément politique, en tout cas dans sa vision de la genèse du phénomène numismatique. L'ordre monétaire incarne, dans cette conception, une instance de reproduction, des rapports sociaux ; les changements de cet ordre renvoient à des mutations sociales.

### Antiquité
L'utilisation d'un type d'objet privilégié (comme des coquillages) servant de référence pour l'établissement des prix et utilisé comme moyen d'échange, et l'utilisation d'une unité de compte par les scribes des civilisations antiques pour établir une comptabilité précise de leur empire, est considéré depuis Adam Smith comme marquant le passage d'une économie de troc à une économie de marché. La plus ancienne monnaie connue — au sens actuel du terme — fut créée par le roi de Lydie, Gygès, qui en, 687 av. J.-C., substitua aux lingots d'or des morceaux d'électrum (alliage naturel d'or et d'argent provenant de filons locaux, notamment de la rivière Pactole) dotés des caractéristiques suivantes : poids invariable, formes identiques, et marqués d'un signe authentifiant leur étalonnage.
Le développement de la monnaie métallique est parallèle au développement de vastes territoires politiquement unifiés et centralisateurs tels l'Empire romain et la Chine Qin. La monnaie permet en effet de gouverner à distance, de payer les soldats et l'administration : cette gouvernance passe nécessairement par le biais d'instruments de crédit ou « lettre de change » : un document authentifié permet de débloquer une masse de métal précieux en échange d'un service.

### Moyen Âge

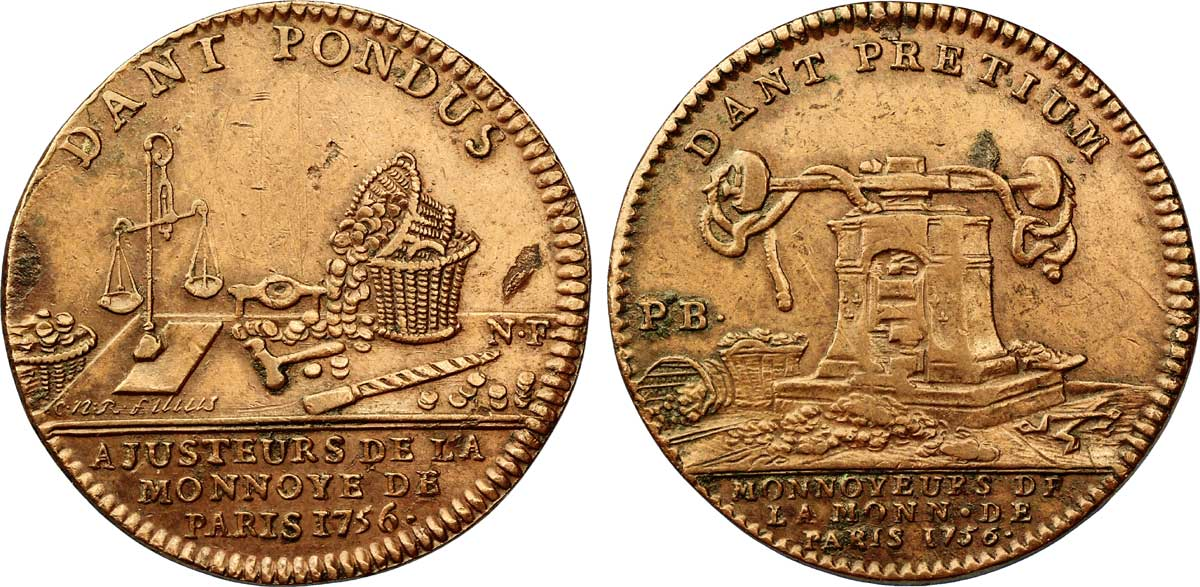
Jeton de la corporation des monnayeurs et ajusteurs de la Monnaie de Paris (bronze, 1756).

Après la chute de l'Empire romain, l'usage de la monnaie connaît une régression dans l'Europe du Haut Moyen Âge avec les restrictions au commerce et la mise en place presque partout de systèmes féodaux laissant peu de place aux libertés économiques.
Au Moyen Âge, toutes les unités monétaires locales sont définies partout en référence à leur poids d'or ou d'argent. En France, les seigneurs qui parfois créent des monnaies locales sont régulièrement rappelés à l'ordre par des ordonnances ou règlements royaux, dont par une ordonnance de 1315. Le monde musulman, s'inspirant du monnayage parthe (IIIe siècle), met en place un système monétaire trimétallique.

### Renaissance
Avec le développement du commerce international, la banque, au sens moderne, fait son apparition en Europe. Venise, républicaine et indépendante, devient la plateforme monétaire du monde. Son succès repose principalement sur l'arbitrage entre les cours respectifs de l'or et de l'argent entre Orient et Occident. Elle assèche l'argent existant en Europe provoquant de nombreuses difficultés monétaires et, par ricochet, favorisant les manipulations monétaires. En contrepartie les rois de France, par exemple, usent de tous les artifices pour fausser en leur faveur le rapport entre valeur nominale des monnaies et teneur en métal. L'histoire monétaire devient celle de la production relative de l'or et de l'argent et des conséquences de la variation des taux d'échange entre ces deux métaux. Ils varieront dans des proportions de 1 à 7 et 1 à 12 entre le XIVe siècle et la fin du XIXe siècle.
En 1550, dans le Royaume et territoires assujettis, le privilège de battre monnaie est limité aux villes de Paris, Rouen, Troyes, Dijon, Lyon, Grenoble, Turin, Marseille, Montpellier, Toulouse, Bayonne, Bordeaux, La Rochelle, Limoges, Poitiers, Bourges, Tours, Angers et Rennes qui sont également limitées dans le fonctionnement de leur cour et parlements sur le sujet de la monnaie.
Au XVIIe siècle on parle déjà de monnaie fiduciaire, celle-ci pouvant avoir un terme de trois mois.

### XIXesiècle
En 1865 est mis en place un accord international de bimétallisme or-argent, notamment dans l'Union latine. Toutefois, les États-Unis n'entrent pas dans l'Union latine car ils utilisaient un ratio or-argent de 16 contre 1, différent du ratio de l'union latin de 15,5 contre 1.
En 1878, l'Union abandonne de fait le principe du bimétallisme pour le seul or. La même année, le terme de fiat money apparaît dans un pays anglophone à l'occasion des élections.

### XXesiècle
La Première Guerre mondiale marque la fin des monnaies indexées sur les métaux précieux : les états européens continentaux sont dans l'incapacité de rembourser leurs dettes en or. 
Après la Seconde Guerre mondiale, la plupart des monnaies sont indexées sur le dollar, qui seul reste théoriquement convertible en or. 
La guerre du Viêt Nam mettra fin à l'étalon-or. En 1976, avec les accords de Kingston, le cours des devises devient flottant. C'est l'explosion du système monétaire international qui se traduit par la fin des parités fixes en Asie une quinzaine d'années plus tard.
Pour stabilisé leur marché intérieur commun, des Etats européens mettent en place un serpent monétaire européen (SME) organisé autour de banque centrales indépendantes, puis fondent une banque centrale commune, l'eurosystème ainsi qu'une monnaie commune, l'euro.

## Fonctions de la monnaie
Par le passé, les historiens de l'anthropologie économique considéraient que la monnaie avait quatre fonctions principales (moyen d'échange — notion la plus familière —, unité de compte, réserve de valeur et norme de paiement différé). Les manuels d'économie modernes ne distinguent plus que trois fonctions, celle de norme de paiement différé (impôts, amendes) étant englobée dans les autres.
Il y a eu de nombreux débats historiques sur la distinction entre ces différentes fonctions, d'autant plus que la monnaie, actif généralement accepté comme moyen de paiement, est dominée par des actifs plus rentables (tels les Bons du Trésor) aussi le terme « capital financier » est plus général pour désigner les liquidités et la fusion de l'ensemble des fonctions de la monnaie.
Selon une conception élargie de la monnaie (conception substantive de Karl Polanyi), il suffit qu'un objet réponde à une de ces fonctions pour qu'il puisse être qualifié d'« objet monétaire ».

### Intermédiaire des échanges et des contrats

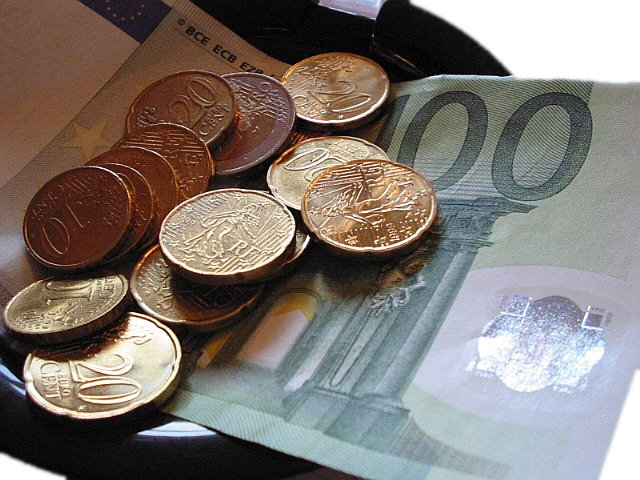
Paiement d'une addition dans un restaurant.

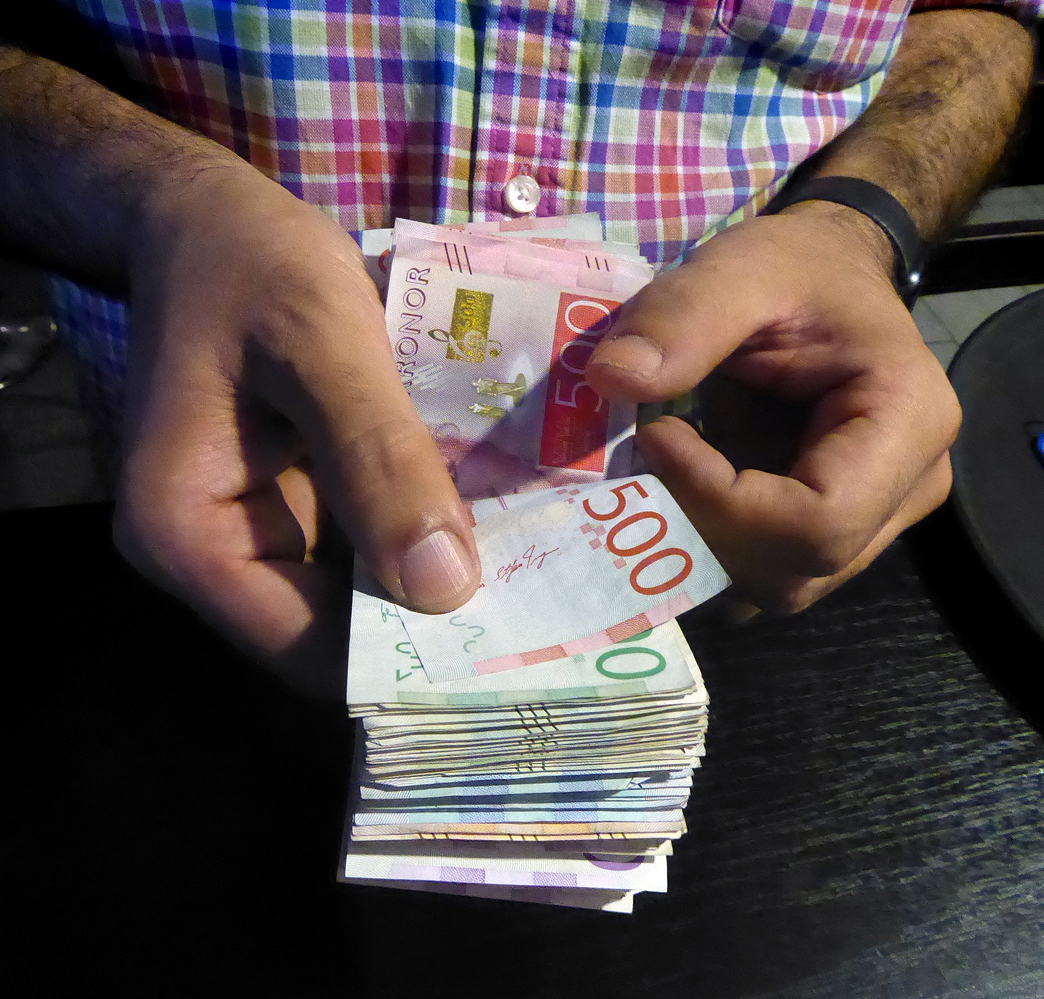
Une personne compte un paquet de différents billets de banque suédois.

#### Intermédiaire des échanges
En l'absence de monnaie, les échanges commerciaux et relations professionnelles ne peuvent se réaliser que sous forme de troc d'un bien ou d'un service contre un autre. Pour que deux agents A et B échangent des biens X et Y, il faut que celui qui possède X préfère Y et que celui qui possède Y préfère X. C'est ce qu'on appelle la condition de « double coïncidence des désirs ». Cette condition limite le nombre de situations où le troc est immédiatement possible pour ces échanges et relations.
La monnaie permet de s'affranchir des limitations du troc en constituant une valeur échangeable contre biens et services dans la mesure où les autres acteurs de l'économie l'acceptent aussi. La monnaie a pour valeur la convention collective de l'utiliser pour tous les échanges qui nécessiteraient sinon du troc ou une autre comptabilité pour des échanges différés dans le temps.
Un échange d'un bien contre un autre utilise alors la monnaie comme un intermédiaire qui dissocie deux opérations distinctes : d'abord la vente du bien possédé contre de la monnaie, et ensuite l'achat du bien désiré. La fonction de moyen de paiement, quelquefois présentée comme une quatrième fonction de la monnaie est de servir d'intermédiaire commun comme moyen d'échange immédiat. En facilitant les échanges par rapport au troc, la monnaie est un outil essentiel du commerce libre[réf. souhaitée].

#### Contrats
La monnaie facilite aussi le paiement de rémunérations de travailleurs libres qui autrement ne peut se faire qu'au pair ou plus généralement par compensation. Ces dernières méthodes sont lourdes, potentiellement arbitraires et sujettes à contentieux.
La monnaie facilite l'emploi salarié, la division du travail et l'établissement des contrats. Elle donne une expression commode aux obligations privées nées de toutes les sortes de contrat, ou publiques (amendes, taxes, impôts) dès lors que la puissance publique lui donne un pouvoir libératoire.
C'est une institution fondamentale pour l'économie des sociétés modernes fondées sur la liberté du travail, des productions, de la consommation et de l'épargne.

### Réserve de valeur et norme de paiement différé
Par réserve de valeur ou d'épargne, on entend la capacité que possède un instrument financier ou réel de transférer du pouvoir d'achat dans le temps. Ainsi, un bien immobilier constitue une réserve de valeur puisqu'il peut être acheté aujourd'hui et revendu dans le futur en procurant un pouvoir d'achat à son détenteur. On appelle cela un actif réel par opposition à la notion d'actifs financiers ou de titres, dont les actions et les obligations font partie.
La capacité de la monnaie est pratiquement garantie à court terme : il est rare qu'elle soit amputée fortement de sa valeur du jour au lendemain, même si cela s'est déjà produit. À plus long terme le pouvoir d'achat de l'unité monétaire est réduit par l'inflation. Pour échapper à ce phénomène, les épargnants cherchent à placer leur épargne plutôt qu'à la conserver sous forme de monnaie, sauf en cas de panique.
La thésaurisation de la monnaie est le placement le plus liquide. La propension collective à conserver plus ou moins « liquide » son épargne conditionne tous les marchés financiers et est suivie avec attention par les autorités monétaires. Lorsque les agents économiques accroissent leurs encaisses, c'est qu'ils se détournent des placements et la conséquence la plus fréquente est une restriction du crédit. Les paniques financières se manifestent par des ruées vers les espèces (monnaie de banque centrale) qui déstabilisent gravement le système bancaire.

### Unité de compte
La monnaie est une unité de compte, un moyen standardisé d'expression de la valeur des flux et des stocks. On parle de calcul économique quand cette évaluation est faite a priori et de comptabilité quand elle est faite a posteriori. Il existe des unités de compte qui ne sont pas de la monnaie.

## Système monétaire moderne

### Formes de la monnaie

#### Monnaie fiduciaire (ou corporelle)
Une monnaie fiduciaire (du latin fides, la confiance) est une monnaie (ou plus généralement un instrument financier) dont les supports sont dépourvus de valeur intrinsèque et qui ne peuvent être convertis en or. Ce n'est plus la valeur des métaux précieux qui servent de gage à la monnaie mais la confiance du public. Cette confiance peut porter sur l'émetteur et lorsque l'émetteur est une banque centrale publique, la confiance se porte sur la société tout entière. L'expression de monnaie fiduciaire a été utilisée pour caractériser les monnaies de billon d'alliage métallique qui n'avaient pas de valeur intrinsèque. Mais lorsque les unités monétaires ont perdu leur définition en or — soit leur convertibilité — (le franc français en 1936, le dollar américain en 1976), c'est toute la monnaie émise par une banque centrale qui est devenue fiduciaire. Aussi, c'est le corps - d'où l'expression de monnaie corporelle - qui caractérise les billets et les pièces et non la confiance puisque, de nos jours, toutes les monnaies reposent sur la confiance.

#### Monnaie scripturale
La monnaie scripturale, littéralement écrite, est constituée des dépôts bancaires sur les comptes courants dans les banques commerciales. Ces écritures longtemps tenues dans des registres sont maintenant gérées par informatique. Ils forment l'essentiel de la masse monétaire, très loin devant les billets et les pièces.

#### Support électronique
Avec le développement des outils informatiques on assiste à une numérisation de la monnaie. Alors que la carte de paiement a déplacé la banque sur le lieu de transaction, la monnaie électronique entraîne la suppression de l'organisme de contrôle lors de l'échange. Aussi le droit limite fortement l'usage de la monnaie électronique à cause des risques de fraude qu'elle pose.

#### Quasi monnaies et mesures de la masse monétaire
La masse monétaire est une mesure de la quantité de monnaie en circulation. À l'origine la masse monétaire correspondait aux réserves d'or disponibles dans le coffre de la banque centrale. Mais l'abandon de l'étalon or et le développement de la monnaie scripturale nécessitent une nouvelle mesure. De fait il existe plusieurs masses monétaires selon les types de compte qui sont comptabilisés. En effet si un compte courant créditeur représente une dette d'une banque vis-à-vis d'une personne (la banque est engagée par la loi à fournir au détenteur du compte la somme créditée en billets de banque), il existe d'autres types de compte bancaire comme le livret A et plus généralement d'autres types de dette. Ainsi on distingue les masses monétaires :
- M0 appelée aussi base monétaire ou monnaie centrale représente l'ensemble des engagements monétaires d'une banque centrale (pièces et billets en circulation, avoirs en monnaie scripturale comptabilisée par la banque centrale) ;
- M1 correspond aux billets, pièces et dépôts à vue ;
- M2 correspond à M1 plus les dépôts à terme inférieurs ou égaux à deux ans et les dépôts assortis d'un préavis de remboursement inférieur ou égal à trois mois (par exemple, pour la France, le livret jeune ou le CODEVI, les livrets A et bleu, le compte d'épargne logement, le livret d'épargne populaire...) ;
- M3 correspond à M2 plus les instruments négociables sur le marché monétaire émis par les institutions financières monétaires (IFM), et qui représentent des avoirs dont le degré de liquidité est élevé avec peu de risque de perte de capital en cas de liquidation (ex. : OPCVM monétaire, certificat de dépôt, créance inférieure ou égale à deux ans) ;
- M4 correspond à M3 plus les bons du Trésor, les billets de trésorerie et les bons à moyen terme émis par les sociétés non financières.

### Création monétaire
La création monétaire est le processus par lequel la masse monétaire d'un pays ou d'une région (comme la zone euro) est augmentée. Dans le système des réserves fractionnaires (réserves obligatoires déposées auprès des banques centrales) la création monétaire résultait essentiellement de l'effet multiplicateur du crédit, i.e. de la création de dette. Les banques centrales créent de la monnaie en achetant des actifs financiers comme des bons du trésor ou en prêtant de l'argent aux banques commerciales en échange d'une reconnaissance de dette. Les banques commerciales peuvent pour leur part créer aussi de l'argent en prêtant à des particuliers ou à des entreprises. Les réserves obligatoires exigées par les banques centrales étant devenues symboliques ou nulles pour ne pas nuire à la liquidité bancaire, la quantité de monnaie qui peut être créée par les banques commerciales est désormais limitée essentiellement par des règles prudentielles de solvabilité et liquidité fixés dans des traités internationaux comme Bâle III.
La création de monnaie permanente peut pallier, dans certains cas, l'incapacité de la monnaie d'endettement à atteindre le niveau souhaitable du PIB.

### Politique monétaire
La politique monétaire est l'action par laquelle l'autorité monétaire, en général la banque centrale, agit sur l'offre de monnaie dans le but de remplir ses objectifs. Ceux-ci, définis dans le mandat de la banque centrale, peuvent recouvrir la stabilité des prix, le plein emploi, ou encore des objectifs environnementaux. Dans les pays à dominance monétaire, la stabilité des prix est son objectif principal ou unique.
On formalise souvent les objectifs de la banque centrale sous la forme d'un triangle dit keynésien : la croissance, le plein emploi, l'équilibre extérieur. Depuis le début de la crise économique de 2008, les Banques centrales ont de plus en plus recours à des politiques dites non conventionnelles dont l'assouplissement quantitatif (en anglais, quantitative easing).
La politique monétaire se distingue de la politique budgétaire. Ces deux politiques interagissent et forment ensemble le policy-mix.

### Marché monétaire
Le marché monétaire désigne le marché informel où les institutions financières – Trésors nationaux, banques centrales, banques commerciales, gestionnaires de fonds, assureurs, etc. – et les grandes entreprises (marché des billets de trésorerie), placent leurs avoirs ou empruntent à court terme (moins d'un ou deux ans). De plus avec l'adoption des changes flottants, les devises sont devenues des commodités comme les autres, un bien qui s'achète et se vend. Le marché monétaire est un élément essentiel au fonctionnement des marchés financiers.

### Droit
La monnaie a eu une profonde influence sur l'évolution du droit et réciproquement. L'émission de monnaie de crédit est strictement encadrée par le droit bancaire et des institutions étatiques de contrôle.
En l'absence de monnaie, la sanction publique ne peut prendre que des formes physiques : confiscation de bien ; travail forcé. Elle est relativement difficile à étager. La monnaie permet de simplifier le système des amendes et de proposer des sanctions nuancées qui peuvent pour les délits sans trop d'importance ne pas entraver la vie courante des contrevenants.
Dans le domaine civil l'absence de monnaie impose la compensation, c'est-à-dire la recherche d'une indemnisation en nature systématique et souvent très difficile à mettre en œuvre de façon juste et simple. L'indemnisation pécuniaire a été un grand progrès.
Les pouvoirs publics sont seuls capables de donner un pouvoir libératoire à une monnaie, c'est-à-dire une capacité d'éteindre toute dette y compris les dettes fiscales et les dettes pénales ou civiles, en tout lieu et à tout moment dans la zone où un moyen de paiement a cours légal. Toutes les formes monétaires n'ont pas nécessairement cours légal. Généralement n'en sont dotés que seuls les billets émis par une Banque centrale et les pièces de monnaie. Le chèque n'a généralement pas cours légal. Il peut être refusé par les commerçants.
Pourtant, inversement, il n'est pas possible d'effectuer tous les paiements avec une forme monétaire ayant cours légal. Par exemple en France, alors que l'article R642-3 du Code pénal prévoit que « le fait de refuser de recevoir des pièces de monnaie ou des billets de banque ayant cours légal est puni de l'amende prévue pour les contraventions de deuxième classe », la Cour de Cassation s'appuie sur l'article L112-5 du Code monétaire et financier qui dispose qu'« en cas de paiement en billets et pièces, il appartient au débiteur de faire l'appoint ».

## Théories économiques
Les théories économiques cherchent à établir des liens entre les grandeurs comme les prix, la croissance, le chômage, l'inflation, les taux d'intérêt, les salaires...
La pensée économique sur la monnaie est multiple.

### Théorie quantitative de la monnaie
La théorie quantitative de la monnaie résulte du constat que les prix sont influencés par la quantité de monnaie en circulation. Cette théorie a été développée par différents auteurs dans différents pays. Son précurseur est Martin d'Azpilcueta, illustre Dominicain de l'École de Salamanque, et nous pouvons citer aussi Nicolas Copernic au XVIe siècle. Jean Bodin est le premier à la formuler, David Ricardo développe ses travaux, et c'est Irving Fisher qui formule en 1911 l'équation de la théorie quantitative de la monnaie (MV=PT) en. Elle a été reformulée par les théories monétaristes au cours des années 1970, dans une version restrictive, pour attaquer les théories keynésiennes.

### Keynésianisme
Pour John Keynes la monnaie n'est pas neutre, mais au contraire joue un rôle actif dans le fonctionnement de l'économie. Dans son livre Tract on Monetary Reform de 1923, il souligne que l'inflation peut conduire à la révolution, qu'une réforme monétaire est nécessaire pour reconstruire l'Europe et qu'il vaut mieux dévaluer que recourir à la déflation. Récemment, certains modèles nouveaux Keynésiens ont montré que la monnaie a un rôle à court terme sur les dynamiques économiques en fonction du niveau d'aversion au risque des ménages.

### Monétarisme
Le monétarisme est un courant de pensée économique pour lequel l'action de l'État en matière monétaire est inutile voire nuisible. La réflexion sur ce thème est ancienne (cf. les écrits de Jean Bodin, David Hume, ou plus récemment Irving Fisher). Mais le rénovateur de ce courant est sans conteste l'économiste Milton Friedman (chef de file de l'École de Chicago), qui a contribué à réhabiliter et à relancer la théorie quantitative de la monnaie contre le paradigme dominant de l'époque, le keynésianisme. Ainsi la politique monétaire est réapparue sur le devant de la scène pour figurer depuis quelques années parmi les instruments essentiels de la politique économique.

### Chartalisme
Le Chartalisme est une théorie monétaire. Selon cette théorie, la monnaie est une émanation de l’État. L'État crée de la monnaie en payant les personnes à son service comme les soldats et en exigeant que les dettes fiscales de ses sujets soient soldées par une certaine somme de monnaie. Les sujets sur le territoire contrôlé par l'État sont obligés de travailler ou d'échanger avec les personnes qui possèdent de la monnaie afin de payer les taxes réclamées par l'État. La valeur de la monnaie découle selon cette théorie directement des taxes qu'elle permet de solder. La monnaie représente donc une fraction du pouvoir de l'État.

### Marxisme
Dans la théorie marxiste, la monnaie apparaît quand les échanges marchands deviennent plus importants que l'économie de subsistance: les marchandises fréquemment échangées deviennent des "équivalents généraux", servant de références pour la fixation des prix. L'or, qui était auparavant une marchandise comme les autres, peut émerger comme monnaie en raison de ses propriétés, permettant dès lors d'estimer les valeurs, de séparer les transactions d'achat et de vente, et même d'être thésaurisée.

### Monnaie comme quantité conservatrice
La quantité de monnaie est conservée lors d'un échange économique (voir aussi Atomicité (économie)). La conservation de la monnaie lors des échanges économiques implique que la monnaie tend à se répartir entre les agents économiques suivant une distribution exponentielle indépendamment de la nature des échanges. En l'absence de dette, cette distribution ne dépend que de la quantité de monnaie moyenne par agent et en présence de dette (monnaie négative) elle dépend aussi du niveau de dette autorisée.

## Grandes querelles politiques autour de la monnaie

### Querelle entrebanking principleetcurrency principle
La question est : quelles sont les règles à appliquer à l'émission des billets de banque ? La querelle se produit en Angleterre, d'abord en 1810 quand la banque d'Angleterre suspend la convertibilité en métal de ses billets, puis dans les années 1840 à la suite d'une crise bancaire qui a vu la faillite de plusieurs banques, puis encore, aux États-Unis, dans les années 1870 à propos des greenbacks (Demand Note et United States Note).
Le currency principle dispose que les billets remplacent les monnaies métalliques 1 pour 1. Tout billet émis peut donc être converti sans aucune difficulté ce qui assiéra la confiance et permettra de bénéficier des avantages du billet sans les risques d'insolvabilité des banques que l'on constate.
Le banking principle considère que l'émission des billets doit être ajustée au besoin de l'économie qui, si elle est contrainte par le faible accroissement des ressources en métal, ne sera pas optimale. Selon cette doctrine, le fait que le public a toujours la faculté d'exiger le remboursement en or des billets suffit à en garantir la valeur, pourvu toutefois que les actifs de la banque, non seulement en or, mais aussi sous n'importe quelle autre forme (doctrine des effets réels) restent suffisants.
La loi de 1844, le Banking Act, tranche la querelle au profit du currency principle, du moins en théorie puisqu'en pratique à chaque crise des mesures d'exceptions seront adoptées.
La démonétisation de l'or et de l'argent a rendu cette querelle très inactuelle, elle subsiste néanmoins sous la forme de la question de la garantie des dépôts et du niveau de réserve (en monnaie banque centrale) qu'on exige des banques.

### Querelle autour de la démonétisation de l'argent métal
L'argent métal est démonétisé aux États-Unis en 1873, dans le cadre d'un mouvement international qui verra la fin du bimétallisme au profit de l'étalon-or. La question agite fortement la vie politique américaine au point qu'un « parti de l'argent » est constitué qui aura un rôle dans toutes les élections présidentielles et législatives de la fin du XIXe siècle appuyé par les états producteurs de ce métal.
La querelle durera jusque dans les années trente où Roosevelt remonétise partiellement l'argent, provoquant une raréfaction en Asie qui mettra en difficulté le régime chinois de Tchang Kai Check et favorisera involontairement la révolution communiste.
Milton Friedman donnera raison rétrospectivement aux partisans du bimétallisme en montrant que la raréfaction de monnaie due à la disparition de l'argent monétaire explique pour une partie importante la récession qui a suivi.

### Querelle américaine autour de la création d'une banque centrale
Les questions monétaires ont toujours agité les États-Unis. Après l'épisode d'hyperinflation des billets du Congrès on ressent le besoin d'une émission monétaire un peu mieux contrôlée. Une banque des États-Unis est créée en 1791 par Alexander Hamilton, dont la charte, temporaire, dure 20 ans. Elle ouvrit huit succursales, servit de dépôt pour les fonds de l'État, assura les transferts d'un bout à l'autre des États-Unis et joua le rôle de payeur général des dépenses publiques. Elle émit des billets convertibles en or ou en argent. Ces billets ne perdirent pas de leur valeur et « connurent l'estime générale ».
La Constitution américaine définit strictement la monnaie et donne au Congrès (Sénat et Chambre des représentants réunis) la responsabilité des questions monétaires. Une grande querelle politique s'installa lorsqu'il s'agit de renouveler ou non la franchise de la banque. Menée par Thomas Jefferson, l'opposition au renouvellement gagna. Une seconde Banque des États-Unis vit le jour peu de temps après. Cette fois là c'est le Président Andrew Jackson qui l'étouffa.
L'idée d'une banque centrale s'effaça pour longtemps (80 ans).

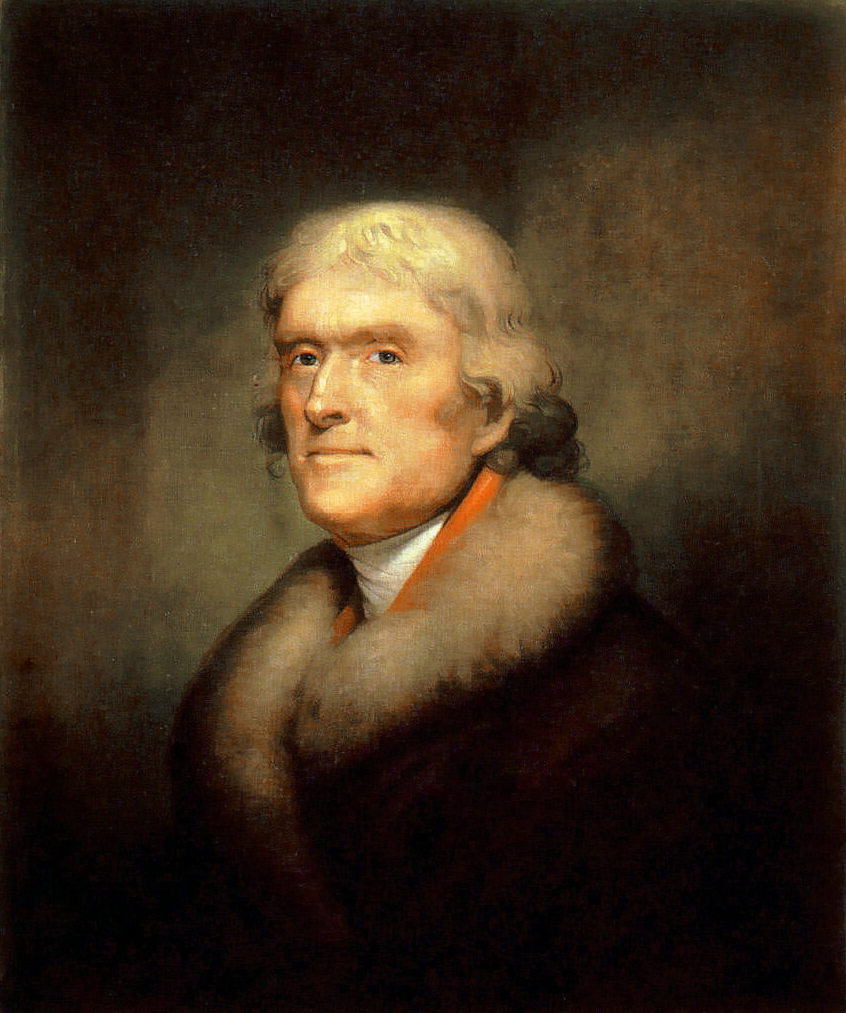
Jefferson : l'ennemi juré d'une banque centrale aux États-Unis.

L'avis de Jefferson était sans nuance : « J'ai toujours été l'ennemi des banques : non de celles qui acceptent des dépôts mais bien de celles qui vous refilent leurs billets de papier, écartant ainsi les honnêtes espèces de la circulation. Mon zèle contre ces institutions était tel qu'à l'ouverture de la Banque des États-Unis je m'amusais comme un fou des contorsions de ces bateleurs de banquiers cherchant à arracher au public la matière de leur jongleries financières et de leurs gains stériles. »
Les banques se développeront à un rythme très rapide, surtout dans la seconde partie du XIXe siècle. Par exemple la Wells Fargo ouvrit 3 500 succursales entre 1871 et 1900. Les Westerns rendent compte de cette frénésie bancaire en montrant que dans tout village qui se crée se monte aussitôt un relais de diligence, un saloon et… une banque. Il est vrai que les colons qui accédaient à un lopin de terre n'avaient pas de ressources. La banque les leur fournissait, avec la terre comme garantie et les résultats d'exploitation comme source de remboursement. Il fallut attendre la crise de 1907 qui vit de nombreuses faillites de banques pour que l'idée d'une banque centrale assurant la fonction de « prêteur de dernier ressort » prît corps à nouveau.
Mais les préventions étaient telles qu'on lui donna un nom neutre (Système Fédéral de Réserve, dit familièrement FED) et on créa dans plusieurs régions (states) un établissement similaire avec de larges pouvoirs. Ce n'est que bien après le déclenchement de la crise de 1929 et la faillite de plus de 9000 banques que la FED obtint de Roosevelt, en 1935, tous les pouvoirs d'une véritable banque centrale (1929 : 659 faillites de banque, 1930 : 1352, 1931 : 2294 ; fin 1933, près de la moitié des banques avaient disparu car 4004 banques firent faillite cette année-là). Mais ce n'est pas à la FED que l'on doit l'arrêt des faillites bancaires mais à la Société Fédérale D'assurances des dépôts, « Federal Deposit Insurance Corporation » (FDIC), qui offrit une garantie d'État aux déposants. En 1934, 62 banques cessèrent leur paiement. La crise bancaire était terminée.
Note : Cette situation se répéta en 2008 où après la crise de confiance suivant la chute des bourses et la faillite de Lehman Brothers, ce sont les États qui déclarèrent garantir les déposants, et non les banques centrales.

### Querelle de l'Euro
Le projet, historiquement entièrement nouveau, de créer une zone monétaire unifiée plurinationale en Europe a été une source de tensions politiques extrêmement fortes. Celles-ci ont suscité de très vives dissensions au sein des partis de gouvernement dans tous les pays concernés.
Les souverainistes expliquèrent que la monnaie était un attribut fondamental de la nation qui ne pouvait être transféré et que l'abandon de la souveraineté monétaire signifiait l'abandon de la souveraineté tout court.

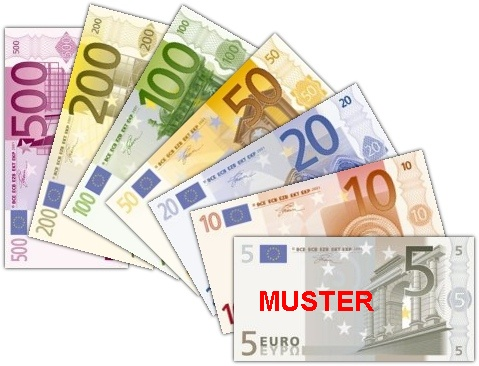
Billets en Euro.

L'extrême gauche fit campagne pour dénoncer le projet d'euro comme une concession au néolibéralisme[réf. souhaitée] et privait l'État de toute politique monétaire rejoignant curieusement les affirmations d'une de leurs bêtes noires, Milton Friedman, qui répondit dans le no 53 de Géopolitique au printemps 96 à la question « Croyez-vous à la possibilité d'une monnaie unique en Europe » par ces mots : « Pas de mon vivant en tout cas. Pas plus en 97 qu'en 99 ou en 2002 ! ».
Les désordres monétaires en cours auraient plutôt conforté le désir de rejoindre une zone monétaire large comme celle l'Euro que celui d'en quitter la protection. Les difficultés extrêmes que connaît l'Islande portent des pays comme la Hongrie ou certains pays baltes à réfléchir, eux qui ont dû pousser leurs taux d'intérêt très haut, au détriment de leur économie, pour éviter le naufrage de leur monnaie. Éviter le retour de situations de ce genre pèserait nécessairement sur le débat pour l'adoption de l'Euro par la Hongrie. La situation est la même notamment au Danemark et en Pologne.
Toutefois, certains économistes pourtant partisans de l'Euro comme Thomas Piketty critiquent sa gestion par la BCE et préconisent que celle-ci prête aux États à des taux d'intérêt nuls ou faibles afin qu'ils puissent rembourser les intérêts de la dette.

## Grandes crises monétaires
Une crise est spécifiquement monétaire lorsque l'épargne conservée en monnaie perd tout ou partie de sa valeur, soit à la suite de la disparition des dépôts ou des titres de placements monétaires, soit parce que la valeur nominale de l'unité monétaire perd massivement de son pouvoir d'achat.
Lorsque la monnaie était métallique, ce genre de crise était possible en cas d'afflux massif de métal précieux sans contrepartie économique, notamment à la suite d'une expédition militaire particulièrement réussie (cas de l'Espagne à la suite de la conquête de l'Amérique) ou, plus rarement, à la suite d'un boom minier. Inversement il pouvait se produire une raréfaction du métal pour la raison symétrique (paiement d'un énorme tribut, pillage) ou à la suite d'une crise de confiance induisant une thésaurisation de précaution massive.
Aujourd'hui les crises ne sont plus physiques. Cependant l'utilisation excessive de la planche à billets, par un ou plusieurs États, et l'augmentation correspondante de la masse monétaire en circulation, peuvent aboutir à un résultat similaire. Quoi qu'il en soit, les crises prennent essentiellement la forme d'une perte massive de confiance.
On en distingue plusieurs types :

### Panique bancaire
Les déposants se ruent à leur banque pour retirer leurs dépôts, récupérer physiquement leur monnaie sous une forme sûre (selon le cas, monnaie métallique ou monnaie légale). Si la banque fonctionnait selon le currency principle (cf. supra), rien ne se passerait. Mais si la banque fonctionne selon le banking principle, comme c'est le cas de nos jours, elle a prêté à d'autres l'argent mis en dépôt chez elle (obtenant en échange des biens dont la valeur est supérieure, mais moins disponibles) et elle est incapable de rembourser à vue : c'est la faillite assurée, sauf intervention d'un sauveteur.
Dans une situation normale, de par les revenus qu'ils procurent, les prêts consentis par la banque (avec les dépôts qu'il s'agit de rembourser) ont une valeur supérieure à ces dépôts. Ils peuvent attirer un acheteur de la banque (qui est sauvée en échange de son indépendance) : une autre banque plus grosse, un assureur, voire un État (nationalisation). Ils peuvent aussi servir de garantie à un prêt (même type d'intervenants, plus la banque centrale dont les ressources sont sans limite puisqu'elle dispose de la planche à billets, les billets émis à cette occasion pouvant être détruits dès le prêt remboursé).
Si une opération de sauvetage n'a pas lieu (par exemple, le portefeuille de prêts n'est pas, ou ne semble pas, de valeur suffisante pour attirer un acheteur ou un prêteur), la banque fait faillite. Comme selon toute probabilité la banque a elle-même des dettes chez d'autres banques, celles-ci sont fragilisées et peuvent à leur tour devenir victimes d'une panique, éventuellement avec un effet boule de neige capable de dévaster entièrement le système bancaire d'un pays en quelques mois. C'est une des composantes du « risque systémique ». Une telle éventualité est trop grave pour être prise à la légère par les États.
La panique est consubstantielle à l'application du banking principle, c'est-à-dire à la possibilité de convertir les dépôts (à court terme et disponibles immédiatement, mais ne rapportant rien et suscitant des frais de stockage) en valeurs mobilières (source de revenu mais risquée et bloquée pour un temps plus ou moins long). Il s'en produit encore de nos jours (exemple de la banque Northern Rock au Royaume-Uni). Mais avec le temps, les exigences en matière de réserve ont baissé, ce qui rend à la fois plus probables et plus graves les phénomènes de panique.
La réduction des exigences concernant les réserves en fonds propres fait système avec la garantie des dépôts par les États (au moins pour un montant maximum connu à l'avance) : cette garantie réduit les risques de panique (si l'éventuelle faillite de la banque n'a pas d'effet sur les avoirs des déposants, il n'est pas nécessaire de courir retirer ses fonds), et inversement, elle rend possible une réduction des fonds propres (puisque la panique n'a pas de raison de se produire, il n'est pas nécessaire de prévoir les moyens d'y faire face).

### Hyperinflation
L'hyperinflation est une situation où les prix montent à très grande vitesse et la spirale s'achève quand la monnaie ne vaut plus rien. En fin de scénario, les billets peuvent atteindre des montants vertigineux se comptant en dizaines ou centaines de milliards.

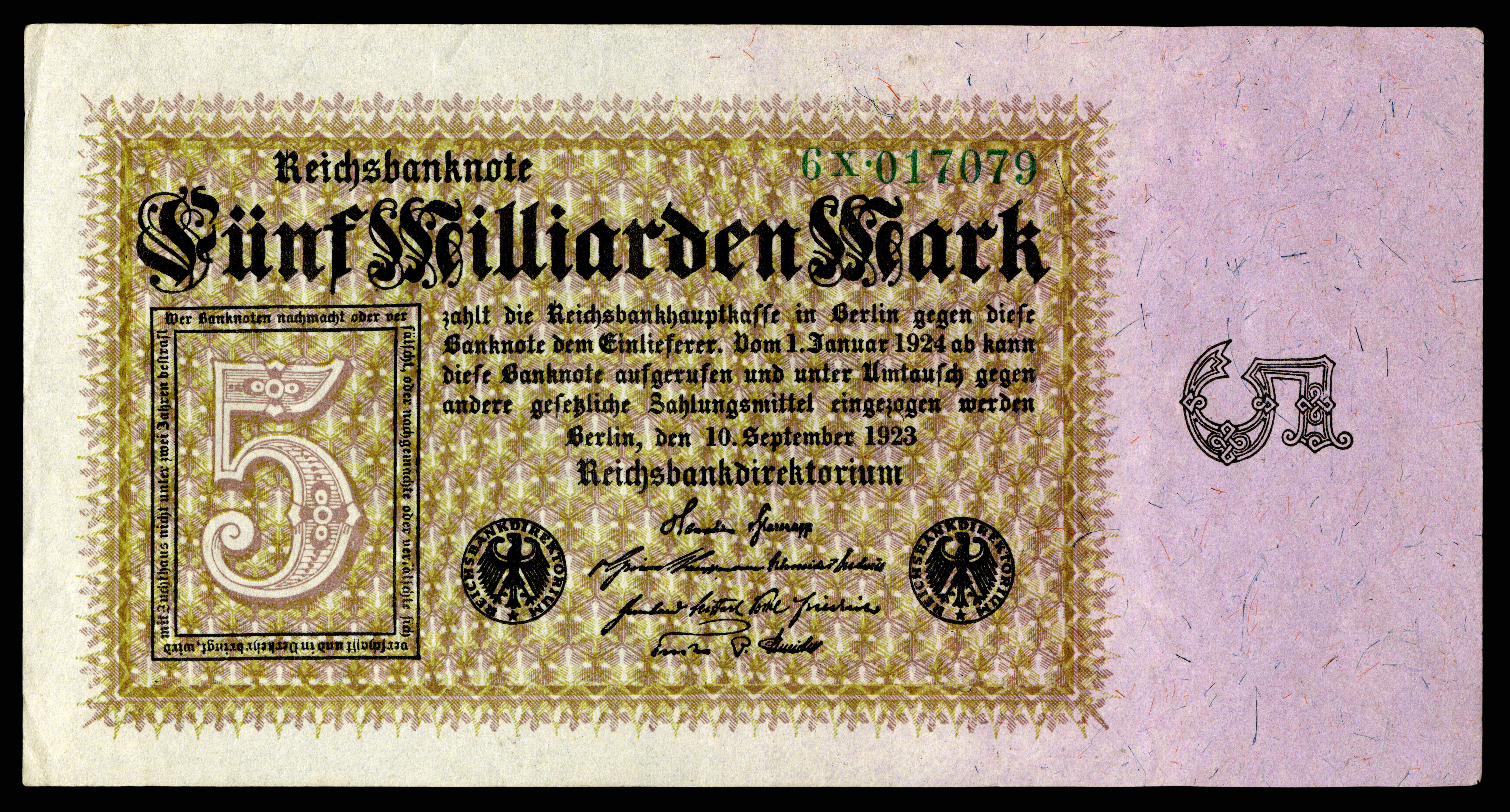
Un billet de 5 milliards de marks en 1923.

Au XVIIIe siècle, les assignats en France au début de la Révolution, et les billets de la Convention aux États-Unis pendant la révolution furent des hyperinflations. Au XXe siècle, on connut l'hyperinflation autrichienne suivie de l'hyperinflation de la république de Weimar en 1922-1923 dont les effets néfastes restent ancrés dans la mémoire collective allemande. Au XXIe siècle, on connut l'hyperinflation au Zimbabwe jusqu'à mi-2009.

### Rupture du système de change
L'exemple le plus récent est l'explosion du système de caisse d'émission monétaire (currency board) argentin au début des années 2000. Le système assurait une parité entre le Peso et le Dollar. Il avait permis de restaurer la convertibilité de la monnaie, la stabilisation des prix, l'investissement étranger et une forte croissance initiale. Mais la forte remontée du dollar provoqua la crise des pays émergents (voir crise asiatique) et mit à mal les monnaies les plus fragiles.
Le Réal brésilien fut dévalué fortement fin 1999, alors qu'il s'agissait du pays ayant les plus importantes relations économiques avec l'Argentine. Le pays était engagé dans une déflation douloureuse, et confronté à un assèchement des liquidités. Certaines provinces argentines produisirent des monnaies de substitution (comme l'argentino) en même temps que les dollars fuirent le pays ou, surtout, n'y entrèrent plus.
Les comptes des argentins furent bloqués dans un « corralito », puis autoritairement dévalués. Les comptes en dollars furent convertis de force en comptes en pesos, avec une forte décote. Les épargnants perdent une part très importante de leurs avoirs, de même que les investisseurs étrangers.

### Rupture du marché interbancaire: cas desCDO(Collateralised Debt Obligation)
Les CDO sont des dettes en général immobilières du marché américain qui ont été rassemblées puis transformées en titres, découpées en mini blocs notés par les agences de notation et vendus aux enchères sur le marché de gré à gré des produits quasi liquides. Elles ont été intégrées en masse dans les placements monétaires « dynamiques » par des intermédiaires financiers qui ont ainsi dopé un temps le rendement de la trésorerie de particuliers comme d'entreprises. En juillet 2007, ces titres se sont révélés invendables et ont perdu l'essentiel de leur valeur provoquant des pertes directes et massives de trésorerie et bloquant le marché interbancaire.
La panique bancaire américaine de 1907 offre également un exemple de rupture majeure du marché interbancaire.

### Gravité des crises monétaires
Quelle qu'en soit la forme, les crises monétaires sont les plus graves, car elles provoquent un collapsus général et immédiat de pans entiers de l'économie.
En Argentine, la perte de l'épargne monétaire entraîna une récession catastrophique avec un recul du PIB de 46,1 % en 2002 et une très forte montée de la pauvreté.
Au Zimbabwe, il n'y avait pratiquement plus d'économie. Le journal Le Monde du 4 décembre 2008 indique : « L'inflation atteint officiellement 231 millions pour cent. L'eau vient d'être coupée à Harare. Une épidémie de choléra touche 9 provinces sur 10 ». 11071 cas de choléra ont coûté la vie à 425 personnes. Des groupes de soldats se sont attaqués à des changeurs ». L'armée, non payée, commence à piller les magasins. De tels évènements démontrent à quel point la monnaie est symptomatique d'un régime et démontrent les dégâts éventuellement mortels de l'absence de monnaie saine.
En Autriche et en Allemagne, le traumatisme de la première moitié du XXe siècle fut tel que la BUBA, la banque centrale allemande, eut toujours par la suite une politique extrêmement conservatrice, fuyant tout risque d'inflation au point de faire échouer les accords de Bretton Woods en 1971, pour éviter les conséquences d'une arrivée inflationniste de dollars, et finalement imposa cet état d'esprit lors de la création de la Banque Centrale Européenne (BCE), dont la mission essentielle est de lutter contre l'inflation.
L'un des désagréments de la crise économique mondiale débutée en 2007 est qu'elle est très largement monétaire, donc sévère.

## Amateurs et contempteurs de la monnaie

### Amateurs
La fonction d'échange que permet les monnaies est, selon l'Organisation des Nations unies, le seul garant de la paix dans le monde car elle canalise la violence. Mais la fin de la monnaie fiduciaire conventionnelle, que l'on entend par pièces ou billets, pourrait être la cause de nouveaux conflits sociaux sans précédent. Un retour à la valeur refuge des monnaies métalliques telles que l'or et de l'argent apparait dans ce cadre inéluctable.

#### Numismates
Les numismates collectionnent et étudient les formes circulantes de la monnaie (pièces et billets). La recherche numismatique a permis de comprendre l'émergence des monnaies, leur diffusion, leur technique de production, leur manipulation. Même si l'aspect artistique et le goût de la collection priment, il ne faut pas négliger la contribution de la numismatique à l'histoire économique. L'investissement en pièces d'or est aussi un acte de précaution contre la dévaluation des monnaies et le risque de défaillance bancaire généralisée.

#### Historiens
L'étude de la monnaie permet aux historiens et aux archéologues de dater des sites, d'identifier la succession des régimes, et de caractériser les flux économiques du passé, tout en clarifiant les sphères d'influence.

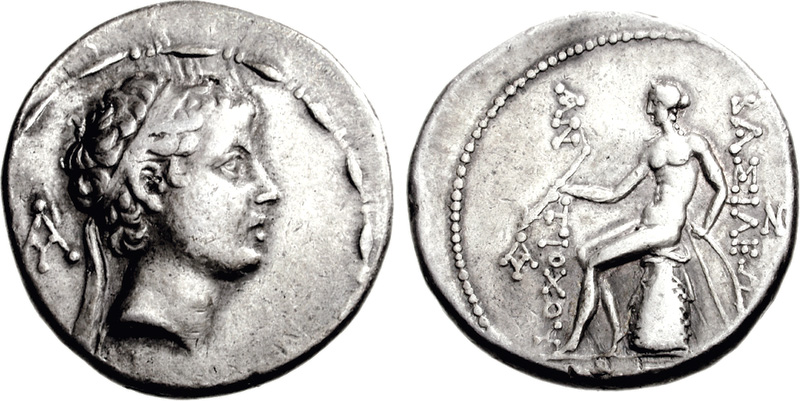
Trésor de monnaies athéniennes découvert à Suse.

#### Faux-monnayeurs
Maurice Allais, prix Nobel d'économie affirme que « Dans son essence, la création monétaire ex nihilo actuelle par le système bancaire est identique, je n'hésite pas à le dire pour bien faire comprendre ce qui est réellement en cause, à la création de monnaie par des faux-monnayeurs, si justement condamnée par la loi. Concrètement elle aboutit aux mêmes résultats. La seule différence est que ceux qui en profitent sont différents », or celle-ci est pratiquée couramment par les banques commerciales.
Le faux-monnayage a commencé dès la création de la monnaie. La première fraude connue à ce jour[Quand ?], repérée en Lydie, fut pratiquement contemporaine de la création de la monnaie métallique.
Il a longtemps été sanctionné par la peine capitale. Partout, encore de nos jours, la sanction du faux monnayage reste très élevée dans l'échelle des peines, proche de celle encourue pour un meurtre. Certains billets qui portèrent un temps la promesse d'un remboursement finirent par n'afficher que les sanctions encourues en cas de faux monnayage.
Le développement des techniques de numérisation et d'impression couleur ont créé un risque nouveau qui a obligé les banques centrales à mettre en œuvre des techniques de plus en plus complexes pour contrer les tentations offertes par la facilité de la photocopie des billets. Le passage à l'Euro a permis en Europe de supprimer des coupures qui étaient devenues trop faciles à imiter. La généralisation chez les commerçants de dispositifs permettant de détecter les faux billets traduit la montée du faux monnayage.
Certaines théories militaires ont laissé penser qu'en s'attaquant à la monnaie d'un pays on pouvait durablement porter atteinte à ses fondements. On a prêté cette intention aux Nazis puis à l'Union soviétique vis-à-vis du dollar. Cette fantaisie a nourri une abondante littérature mais l'histoire ne rend pas compte de tentatives qui aient eu ne serait-ce que le début d'un effet. En revanche, on cite abondamment les propos de Keynes ou de Lénine expliquant que le meilleur moyen de créer les conditions d'une révolution était de pervertir la monnaie.

### Contempteurs de la monnaie

#### Condamnations morales et religieuses
Cependant, sans condamner la monnaie elle-même, le christianisme condamne la richesse qui deviendrait sa propre fin, et valorise la pauvreté. On le voit dans certains passage de la Bible comme lorsque Jésus dit à ses fidèles « Vous ne pouvez servir Dieu et Mammon » (Mammon étant l'incarnation du péché d'avarice, ou plus généralement de l'argent), ou encore avec cette célèbre métaphore : « Il est plus facile à un chameau de passer par le trou d'une aiguille qu'à un riche de rejoindre le royaume des cieux ».
Plus précisément, la Bible condamne l'« usure » (Exode 22:25, Lévitique 25:36-37, Deutéronome 23:19, Ézéchiel 18:13…), c'est-à-dire le prêt d'argent avec un taux d'intérêt. Cet aspect de la condamnation morale de l'argent a eu des conséquences : le rôle de prêteur a été dévolu aux Juifs, qui étaient donc avec les Lombards les seuls qui servaient de banquiers.
Concernant le judaïsme, on notera que cette religion ne rejoint pas le catholicisme dans sa conception morale de l'argent. Les juifs, au contraire, voient en la richesse la marque d'une élection divine, et lui reconnaissent certaines qualités ; en effet, l'argent permettrait de faire des offrandes au Temple, d'accomplir son devoir envers les pauvres, et de dégager du temps (puisque le riche n'a pas besoin de travailler) pour l'étude de la Loi.
S'agissant de l'islam, on peut avant tout noter la description que le Coran fait d'Abraham, un homme « lourd en or, en argent et en troupeau. » Il est donc riche et bon, ce qui reviendrait à un oxymore pour les chrétiens. De plus, la religion musulmane valorise le commerce (« Un dinhar gagné par le commerce vaut mieux que dix dinhars gagnés autrement ») et condamne l'« usure ». Ainsi on voit dans les banques modernes l'apparition de « l'islamic banking » qui découle de ce principe, parmi d'autres.

#### Condamnations écologiques et altermondialistes
Le souci de l'avenir de la planète et les préoccupations écologiques ont développé une critique de la croissance et de ses moyens. La monnaie créée par le crédit, instrument de la croissance, a été ainsi mise au banc des accusés. Pour rembourser un prêt à intérêt il faut nécessairement de la croissance sinon l'intérêt entraînerait une capture progressive de tout le capital. Comme la monnaie est aujourd'hui presque entièrement créée par le mécanisme du crédit, il faut revenir sur la pratique de la monnaie de crédit souvent présentée comme une « monnaie dette » dans ces textes ou vidéos contestataires.
Ces derniers pointent également du doigt l'importance jugée excessive du pouvoir de la monnaie au sein de la société, qui a pour conséquence l'existence d'idées, mesures politiques ou comportements n'ayant aucun bienfait pour la société si on met de côté leur rentabilité économique, et qui à l'inverse, compromet -voire empêche- l'existence de ces dernières si elles sont peu rentables, même quand il s'agit de leur seul et unique inconvénient.

## Monnaies complémentaires et alternatives
Plusieurs courants de pensées (écologiste, altermondialiste, etc.) se sont organisés pour créer d'autres modes de consommations. Souvent appelés « consom'acteur », ces nouveaux acteurs se sont investis dans différents projets pour consommer propre, consommer mieux... Leur démarche est de donner des bases éthiques à leurs échanges. Ils ont donné naissance aux AMAP (Association de Maintien de l'Agriculture Paysanne), ainsi que notamment, aux monnaies complémentaires locales. Certains économistes (Bernard Lietaer un des fondateurs de l'euro) pensent que ce sont les monnaies complémentaires ou alternatives qui vont permettre d'atténuer les effets des crises mondiales à venir. Ces monnaies nécessitent des réseaux de personnes, d'entrepreneurs, d'acheteurs, de vendeurs, pour pouvoir fonctionner. Certains de ces projets sont financés par les instances locales : département, région, commune.

### Monnaie complémentaire locale
C'est une monnaie qui est donc locale, qui vient en complément de la monnaie de tenue du pays. Elle est valorisable en monnaie. Du point de vue de la loi française, elle est vue comme un bon d'achat, au même titre que les tickets restaurants ou chèques vacances. Certaines de ces monnaies sont dites « fondantes », c'est-à-dire que leur valeur diminue avec le temps, ceci pour éviter la thésaurisation. Lorsque la valeur diminue il faut racheter un timbre (collé sur le billet) pour lui redonner sa valeur initiale pendant une durée donnée. Comme cette monnaie s'appuie sur la monnaie du pays, on peut acheter des billets avec des euros par exemple. Quelques monnaies complémentaires existant en France : « l'abeille », « les lucioles », « la mesure », etc. Elle utilisent pratiquement les mêmes mécanismes que la monnaie classique.

### Monnaie alternative
C'est une monnaie qui ne s'appuie pas sur la monnaie de tenue du pays. Elle peut être utilisée de façon indépendante. Certains projets de monnaies alternatives utilisent d'autres paradigmes et ne fonctionnent pas du tout comme les autres types de monnaies tel que le projet expérimental « HORABANK », qui est une banque du temps (avec paiement numérique), dont les modes de calculs interne mettent en jeu des mécanismes permettant de valoriser les individus (en prenant en compte leur travail, leur connaissance, l'âge, l'ancienneté, etc.). Leur action « éthique » est en général plus forte qu'une monnaie complémentaire.

## Crypto-monnaies
Les « crypto-monnaies » sont des actifs fonctionnant sur la base d'un système cryptographique. Ils n’ont pas d’émetteur et ne figurent au passif d’aucun organisme, ne donnant droit à leurs détenteurs à aucune créance. Ils n’ont ainsi aucune relation avec le système de banque libre (free banking) où des établissements bancaires peuvent être créés sans autorisation administrative préalable, en s’engageant à maintenir une parité unitaire avec la monnaie légale, émise par la banque centrale.
L'écosystème dynamique actuel des devises numériques tel que Bitcoin est une mise en œuvre des idées originelles de Friedrich Hayek où des milliers de devises sont évaluées quotidiennement par le marché selon les facteurs changeants. La technologie blockchain permet en effet de concevoir des concepts de monnaies qui sont en concurrence, ou le marché définit le prix de chaque monnaie.
Selon la BCE,, l'ouvrage de Friedrich Hayek Pour une vraie concurrence des monnaies constituerait la base théorique du Bitcoin (et de la technologie blockchain) où des milliers de monnaies privées sont en concurrence.
Les « crypto-monnaies » font l’objet d’un vif débat, y compris sur la terminologie à utiliser. Les ministres des Finances du G20 et les banques centrales réfutent le terme de « cryptomonnaie », considérant que les cryptomonnaies ne remplissent pas toutes les fonctions d'une monnaie. utilisent le terme de « crypto-actifs ». Christine Lagarde déclare également en février 2021 les « cryptoactifs, ce n'est pas une monnaie. C'est un actif hautement spéculatif ». Ces débats soulèvent également plusieurs interrogations quant au régime de droit applicable à ces crypto-monnaies.

## Monnaies digitales de Banques centrales  (MDBC)
À côté des crypto-monnaies qui se caractérisent par leur absence de cours légal et donc de pouvoir libératoire, de nombreuses banques centrales réfléchissent à introduire des monnaies digitales (ou numériques) de banques centrales, à commencer par la BCE, mais aussi la Suède ou la Chine.

## Autres aspects de la monnaie

### Aspects psychologiques de la monnaie
La monnaie est normalement le compagnon de tous les jours du citoyen. La confiance qu'il a en sa monnaie a des influences extrêmement importantes sur l'activité économique.
Une action psychologique visant à rassurer la population a été pratiquée en tous temps. La monnaie stimule la mythification de certains personnages. En France, le cas le plus notable est celui de M. Antoine Pinay, « l'ermite de Saint-Chamond ».
Ayant réussi le lancement d'un grand emprunt gagé sur l'or à un moment où les finances publiques françaises de la Quatrième République étaient au plus bas, il deviendra une sorte d'oracle que tout ministre des finances se devait de consulter à chaque émission d'un nouvel emprunt. On vit ainsi Valéry Giscard d'Estaing, puis Raymond Barre, faire le déplacement à Saint-Chamond pour obtenir la caution de l'oracle.
En Allemagne, Herr Schacht fut considéré comme le père d'une sorte de miracle allemand lorsqu'il réussit à faire sortir l'Allemagne des suites de la crise de 1929 et son aura réussit à survivre au discrédit du nazisme.
Plus récemment le Président de la Fed, l'américain Alan Greenspan, fut aussi largement considéré comme un génie de la finance dont les prévisions, à dessein rarement compréhensibles, étaient guettées avec ferveur par les milieux économiques et boursiers dans les années 1990 et jusqu'en 2007. Considéré désormais comme un des instigateurs de la crise des subprimes, la magie de son verbe a quelque peu faibli.

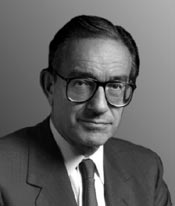
Alan Greenspan

L'ensemble des grands plans lancés durant la décennie 2000-2010 pour faire face à la crise monétaire, bancaire, boursière et économique en cours ont une forte dimension d'action psychologique. La réunion du G20 à Washington en novembre 2008 avait essentiellement pour but de montrer la détermination et l'unité de l'ensemble des grands pays. L'affichage de plans de sauvetage gigantesques et de plans de relance colossaux est aussi largement d'essence psychologique.
S'ils n'ont pas permis de supprimer le pessimisme ambiant ni d'altérer le cours de la récession, ils ont tout de même réussi à conjurer une panique bancaire et une ruée désastreuse sur les dépôts.
La psychologie du consommateur et de l'épargnant qui le pousse soit à l'euphorie soit à une rétraction très forte est une force économique de première importance. Mais il est très difficile de l'influencer.
L'or, valeur psychologique s'il en est, est un bon indice de la confiance. Bien que démonétisé, il est le refuge en cas de peur sur la monnaie. Actuellement[Quand ?], le dollar a perdu environ 95 % de sa valeur en or, traduisant l'effet de l'inflation rampante depuis 1971 et celui d'une certaine fuite devant cette monnaie. Cette dévaluation est d'autant plus remarquable que la production d'or est au plus haut. Alors qu'il n'avait été extrait que 45 360 tonnes de l'origine des temps à 1956, 102 700 tonnes[réf. nécessaire] ont été extraites après 1956. Les monnaies ne se sont pas dévaluées par rapport à un métal toujours rare mais beaucoup plus abondant.

## Musées monétaires
- Liste de musées numismatiques